# Tour de France 2028
Tour de France 2028 bliver den 115. udgave af Grand Touren og cykelløbet Tour de France. På grund af Sommer-OL 2028 i Los Angeles der finder sted fra 14. til 30. juli 2028, på samme tidspunkt hvor Tour de France normalt bliver kørt, er det uklart hvornår løbet kan køres, så det ikke kollidere med OL. Ved løbet i 2024 startede det én uge før end normalt, så det ikke lå samtidig med OL i Paris. Tour de France-direktør Christian Prudhomme siger at det er den internationale cykelunion UCI der fastlægger datoerne for løbet.

## Grand Départ
I starten af 2025 var der interesse for at være arrangør af løbets Grand Départ og de første tre etaper. I Slovenien blev der udvist lyst til at være arrangør, da landets ryttere de senere år har haft stor succes, og interessen for cykelløb i landet var steget, hvor især Tadej Pogačar og Primož Roglič havde haft store resultater.
I Luxembourg udtalte premierminister Luc Frieden at landet ønskede sig Grand Départ i 2028. Året markerer 100-året for Nicolas Frantz' anden Tour de France-sejr, og 70-året for at Charly Gaul vandt løbet og den gule førertrøje.
Amaury Sport Organisation (ASO) plejer at offentliggøre værten for Grand Départ omkring to år før afholdelse. 